# Venancio Galdós
Venancio Galdós fue un político peruano. 
Fue miembro de la Convención Nacional del Perú (1855) por la provincia de Canchis entre 1855 y 1857 que, durante el segundo gobierno de Ramón Castilla, elaboró la Constitución de 1856, la sexta que rigió en el país. Junto con los diputados José Luis Quiñones, Zenón Cuba, Ubaldo Arana y Justo del Mar, formó parte de la comisión que dispuso la publicación póstuma de las obras de Maríano Paz Soldán y su distribución a las escuelas de todo el país.